# Serranas
Las serranas son un palo flamenco originario de la zona de Ronda.
Otras hipótesis sugieren que procede de la serranía de Córdoba.

## Evolución
En su origen era un cante campero, folclore popular andaluz, y mantiene aún su aire premioso y campesino original, aunque adquirió un carácter de cante cuando la aflamencaron algunos cantaores del siglo XIX. El más conocido de estos fue "El Sota", quien se las enseñó a Antonio Chacón.
Actualmente, se interpretan acompañadas de guitarra y con compás de seguiriya, al igual que la liviana, a la que tradicionalmente estaba unida. La forma literaria es la de la seguidilla castellana, añadiéndose usualmente un trístico con el mismo ritmo. Es un cante difícil, que exige facultades y una voz armoniosa, debiendo alargar y templar los tercios.

## Concurso
En la localidad gaditana de Prado del Rey se celebra el Concurso Nacional de Cante por Serranas, en agosto. 